# Robert Arneson
Robert Carston Arneson (4 de septiembre de 1930-2 de noviembre de 1992) fue un escultor estadounidense y profesor de cerámica en el departamento de Arte de la Universidad de California en Davis durante casi treinta años.

## Trayectoria
Arneson nació en Benicia, California. Se graduó en el Instituto de Benicia Instituto y pasó buena parte de sus primeros años trabajando como dibujante en un periódico local. Arneson realizó sus estudios universitarios en el California College of Arts en Oakland, California y en Mills College, también en Oakland (1958). 
Durante el inicio de la década de 1960, Arneson y otros artistas de California comenzaron a abandonar la fabricación tradicional de objetos de cerámica funcionales y empezaron a crear esculturas no funcionales que lanzaban mensajes polémicos. El nuevo movimiento fue conocido como Funk Art y Arneson es considerado el padre del arte en cerámica dentro de este movimiento.
El conjunto de sus trabajos incluye muchos autorretratos qué han sido definidos como una "autobiografía en arcilla". Doyen de 1972, actualmente parte de la colección del Museo de Arte de Honolulu es un ejemplo de los autorretratos del artista caricaturizados humorísticamente.
Incluso sus esculturas de gran formato Eggheads guardan una cierta auto-semejanza. Entre las últimas obras que Arneson terminó antes de su muerte en 1992, se incluyen cinco Eggheads que se instalaron en el campus de la UC Davis alrededor de 1994.
Una de las obras más conocidas y controvertidas de Arneson es un busto de George Moscone, el alcalde de San Francisco que fue asesinado en 1978. En el pedestal del busto están inscritas algunas palabras que representan episodios de la vida de Moscone, incluyendo su asesinato: las palabras "Bang Bang Bang Bang Bang", "Twinkies" y "Harvey Milk Too!" se encuentran en la parte frontal de la peana.

### Carrera docente
La carrera docente de Arneson comenzó poco después de obtener su título en el California College of Arts, con un breve trabajo en el Santa Rosa Junior College, en Santa Rosa, California (1958-59). A continuación fue contratado en el Fremont High School (1959-60) en Oakland, California, antes de pasar a enseñar diseño y artesanía en el Mills College, también en Oakland (1960-62).
Arneson ocupó su siguiente puesto en 1962 en la UC Davis, donde su talento fue reconocido por Richard L. Nelson, quien había fundado el Departamento de Arte. Fue durante este período de la década de 1960 cuando Nelson se encontraba formando un grupo de profesores que acabaría siendo reconocido como uno de los más prestigiosos del país. [cita requerida] Además de Arneson, Nelson también contrató a Manuel Neri, Wayne Thiebaud y William T. Wiley, cada uno de los cuales llegaría a alcanzar el reconocimiento internacional.
Inicialmente contratado para enseñar clases de diseño (en el Colegio de Agricultura), fue Arneson quien incluyó la escultura cerámica en el programa del Departamento de Arte. Esto supuso, en muchos sentidos, una apuesta audaz y radical, dado que en ese momento la cerámica aún no se reconocía como un medio de las bellas artes.
Desde su fundación, el estudio de cerámica del campus ha estado ubicado en edificio de metal ondulado conocido como el TB-9, y fue aquí donde Arneson impartió su magisterio durante casi tres décadas, hasta su jubilación, en el verano de 1991.

### Fallecimiento

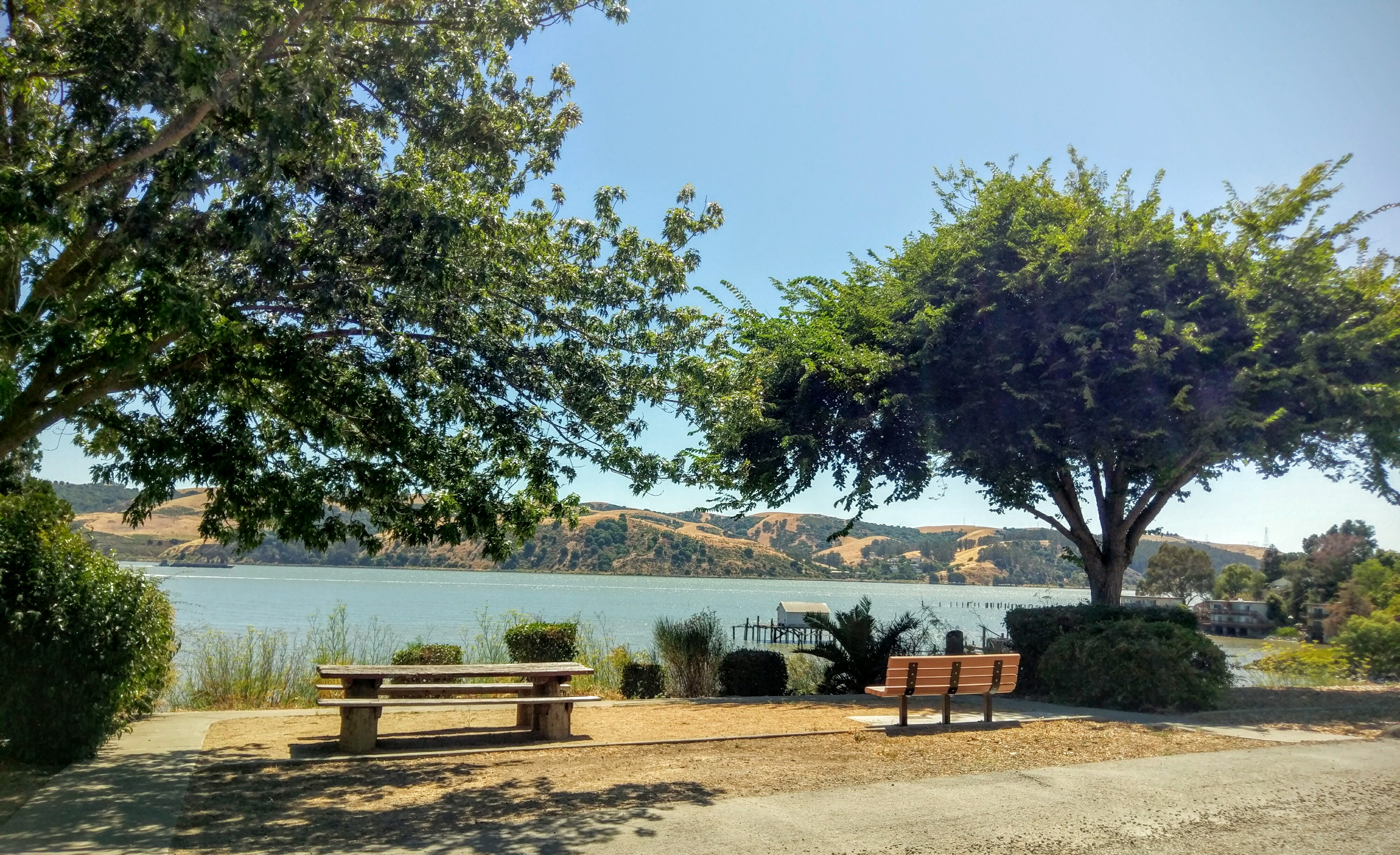
Parque Robert C. Arneson en Benicia

Arneson murió el 2 de noviembre de 1992, después de una larga convalecencia por culpa de un cáncer de hígado. Su ciudad natal, Benicia, creó un parque en su memoria, bordeando el Estrecho de Carquinez.

## Colecciones
La fama de Arneson ha llegado muy lejos y sus obras pueden se encuentran en colecciones públicas y privadas alrededor del mundo, incluyendo el Instituto de Arte de Chicago, el Museo de Bellas Artes de Virginia (Richmond, Virginia), el Museo Hirshhorn y Jardín de Escultura (Washington D. C.), el  Museo di Rosa (Napa, California), el Museo de Arte de Honolulu, el Museo Metropolitano de Arte (ciudad de Nueva York), el Museo de Arte Contemporáneo (Kioto, Japón), el Museo de Arte Moderno de San Francisco, el Museo de Arte de Racine (Racine, Wisconsin), el Museo Smithsoniano de Arte Americano, el Museo Whitney de Arte Estadounidense (ciudad de Nueva York), el Museo de Arte de Birmingham, y la Embajada de EE. UU. en Ereván, Armenia. Sus creaciones se encuentran también en el Lowe-Art Museum en Coral Gables, Florida.
La Nelson Gallery en la UC Davis, donde Arneson ejerció como profesor, posee 70 obras del artista, incluyendo The Palace at 10 am, que se encuentra actualmente en exhibición en la galería. Esta escultura de barro, de 70 pies cuadrados (6,5 m²) es una representación de su antigua residencia en Davis y está considerada una de sus esculturas más famosas. Varios de sus aguafuertes y litografías también están en exhibición en la biblioteca.